# White Mountains (California)
Coordonate: 37° 38' N, 118° 15' W
White Mountains sau Munții albi sunt un lanț muntos cu o lungime de ca.100 de km și de 15 km lățime. Munții sunt situați în statul California, SUA. In nord lanțul ajunge aproape de granița cu Nevada, în sud ajung până la  Big Pine. La vest sunt mărginiți de Owens Valley. Vârful cel mai înalt al masivului, White Mountain Peak are altitudinea de 4344 m deasupra n.m., fiind pe locul trei ca înălțime în California. Din cauza climei uscate regiunea munților este săracă în vegetație. Predomină coniferele din familia pinaceae ca Pinus flexilis, Pinus contorta, Pinus monophylla, și tufișurile de jnepeni Juniperus osteosperma.